# Oblitacythereis
Oblitacythereis is een geslacht van kreeftachtigen uit de klasse van de Ostracoda (mosselkreeftjes).

## Soorten
- Oblitacythereis (Paleoblitacythereis) luandaensis Benson, 1977
- Oblitacythereis mediterranea Benson, 1977
- Oblitacythereis scalaris (Brady, 1880) Hanai, Ikeya & Yajima, 1980